# Panagiotis Vlachodimos
Panagiotis Vlachodimos (Grieks: Παναγιώτης Βλαχοδήμος; Stuttgart, 12 oktober 1991) is een Grieks voetballer die doorgaans speelt als middenvelder. In juli 2024 verliet hij Dynamo Dresden. Hij is de oudere broer van doelman Odisseas Vlachodimos.

## Carrière
Vlachodimos speelde in de jeugd van VfL Stuttgart-Wangen en VfB Stuttgart, waarvoor hij uiteindelijk ook bij de beloften speelde. In 2011 verkaste de vleugelaanvaller naar Skoda Xanthi, dat hij in juli 2012 verruilde voor Olympiakos. Dat betaalde circa een half miljoen euro voor hem. Achtereenvolgens verhuurde de Griekse topclub hem tussen 2013 en 2015 aan FC Augsburg, Platanias, Ergotelis en Nîmes. In de zomer van 2015 liet hij Olympiakos achter zich. Een halfjaar daarna trok concurrent Panathinaikos hem transfervrij aan. Nîmes, dat hem eerder al gehuurd had, legde hem in de zomer van 2017 voor drie seizoenen vast. Zijn eerste seizoen leverde nog drieëntwintig optredens op maar nadat de club was gepromoveerd naar de Ligue 1 werd geen beroep meer gedaan op Vlachodimos. In de zomer van 2019 vertrok hij bij Nîmes. Hierop tekende hij voor Sonnenhof Großaspach. Nadat zijn contract voor een jaar was afgelopen, verkaste hij naar Dynamo Dresden.

## Erelijst
| Competitie           |            |            |            |            |
| Competitie           | Aantal     | Jaren      |            |            |
| Olympiakos           | Olympiakos | Olympiakos | Olympiakos | Olympiakos |
| -------------------- | ---------- | ---------- | ---------- | ---------- |
| Super League         | 1          | 2012/13    |            |            |
| Griekse voetbalbeker | 1          | 2012/13    |            |            |
| Dynamo Dresden       |            |            |            |            |
| 3. Liga              | 1          | 2020/21    |            |            |